# Румынская кухня
Румынская кухня (рум. Bucătăria românească) — национальная кухня Румынии. Испытала влияние итальянской, турецкой, болгарской, греческой, венгерской, сербской, украинской, немецкой и некоторых других кухонь.
Первая кулинарная книга на румынском языке — «200 опробованных рецептов блюд, пирогов и других хозяйственных дел» — была опубликована в 1841 году в Яссах Костаке Негруцци и Михаилом Когэлничану.

## Общая характеристика
Основу румынской кухни составляют блюда из мяса, рыбы, овощей (стручковая фасоль, свекла, помидоры, огурцы, баклажаны, морковь, кукуруза, картофель), молочные продукты. Для изготовления мясных блюд в основном используется свинина и птица, а баранина значительно реже. Популярны рыбные блюда, а также блюда из раков и улиток. Мясо и рыбу в основном готовят на гратаре (обжаривание на решетке). Овощи используют в виде салатов, гарниров, самостоятельных овощных блюд. Большую роль играет кукуруза, из которой готовят каши, салаты, мамалыгу. Среди молочных продуктов преобладает брынза, творог, различные сыры. Для румынской кухни характерен большой ассортимент изделий из муки: торты, кексы, пироги, печенье. Из напитков распространены разнообразные вина.

## Традиционные блюда

### Супы
- Чорба — название молдавских, румынских, сербских, турецких, македонских и болгарских горячих густых национальных супов, долю жидкой части которых (от четверти до половины) составляет борш.
- Куриный суп с клёцками или лапшой.

### Мясо, рыба и птица
- Калтабош — колбаса из субпродуктов свиней.
- Кифтя — большая фрикаделька.
- Дроб — фарш из субпродуктов ягнёнка, завернутый в сальник и жареный как мясной рулет.
- Фригэруй — румынский шашлык.
- Пыржоале — котлеты.
- Мититей — маленькие колбаски без оболочки, которые жарятся на гратаре.
- Расол — блюдо из мяса, картофеля, овощей, сваренных вместе.
- Стуфат — блюдо, которое готовят из ребер и позвоночника барана.
- Тоба — фаршированный свиной желудок.
- Токитура — мясо тушеное с томатным соусом.
- Остропел — курица, тушёная с томатным соусом.
- Варзэ Кэлитэ — капуста тушеная со свиными ребрышками, уткой или колбасой.
- Вирсли — колбаса из фарша козлятины или ягнятины со свининой.
- Сармале — мясной фарш с рисом, завернутый в капустные или виноградные листья.
- Чулама — блюдо наподобие рагу из мяса, овощей или грибов.
- Салата де икре — разновидность тарамасалата.
- Плакие де пеште — рагу из речной рыбы с овощами.
- Сэрэмурэ — рыба в рассоле.

### Овощи и салаты
- Мусака — греческое блюдо из баклажанов в которое могут добавлять мясо, кабачки, помидоры, картофель или грибы.
- Фаршированный перец
- Фаршированные кабачки
- Фаршированные баклажаны
- Фаршированная кольраби
- Фасоле батута — пюре из фасоли, гарнир или закуска.
- Яхния — блюдо из тушенных овощей. В румынской кухне яхнию готовят из бобов или фасоли.
- Мамалыга — круто заваренная каша из кукурузной муки.
- Муждей — чесночный соус.

### Сыры
- Кашкавал — желтый сыр из коровьего или овечьего молока.
- Телемя — белый сыр с кремовой текстурой изготовленный из коровьего или овечьего молока.
- Урда — вареный сыр из овечьего молока.

### Десерты и выпечка. Напитки
- Симит — круглый бублик с кунжутом.
- Гогошь — сладкие пончики.
- Козунак — пирог.
- Папанаши — пончики с вареньем.
- Сфинцишори — булочки в виде восьмёрки.
- Амандин — румынский шоколадный бисквит.
- Торт Жоффр — шоколадный слоеный торт.
- Корнулеце — рогалики.
- Палинка — венгерское фруктовое бренди, распространенное в румынской Трансильвании.
- Ракиу — балканский крепкий алкогольный напиток.
- Сокатэ — безалкогольный напиток из бузины.
- Вишинатэ — вишневый ликер.

## Галерея

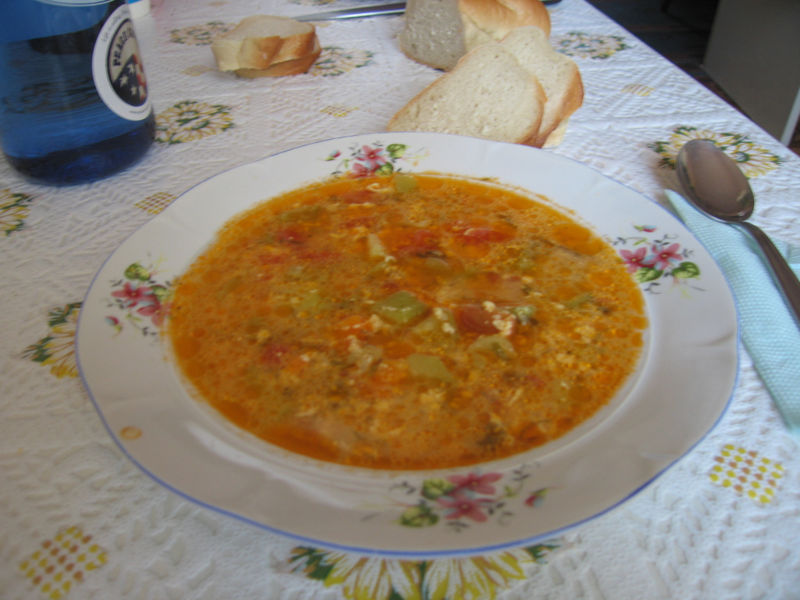
Чорба
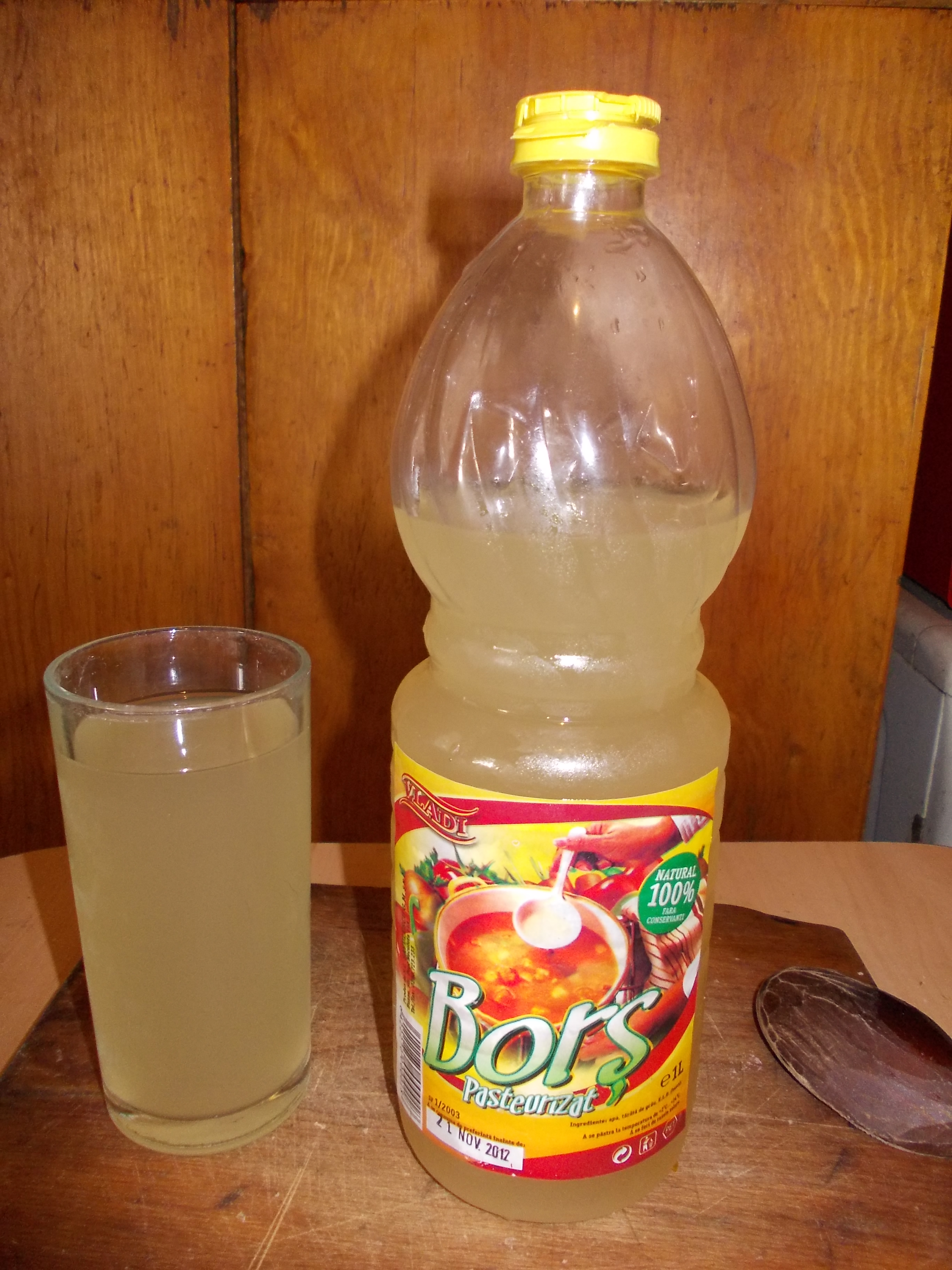
Борш
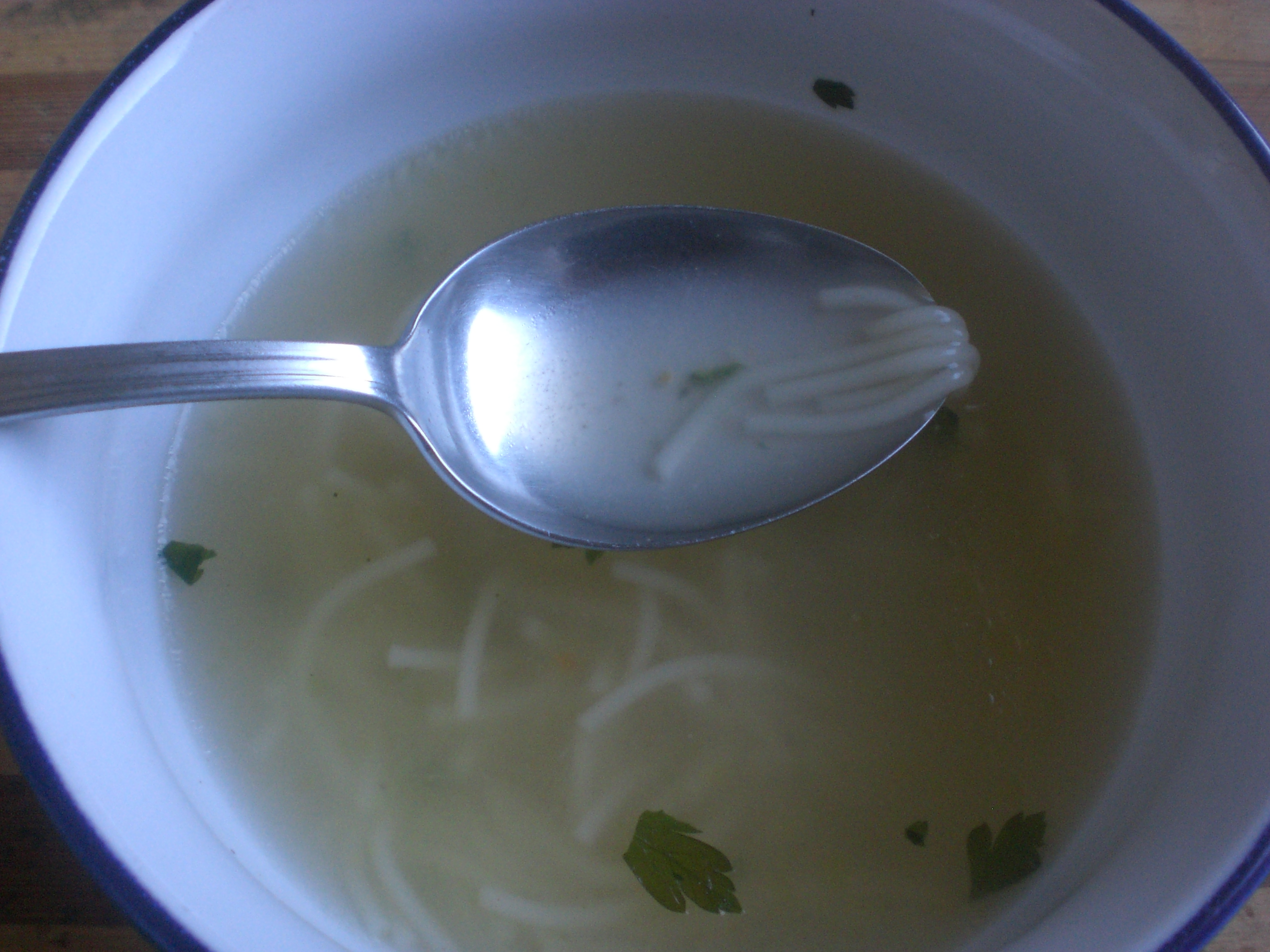
Куриный суп с лапшой
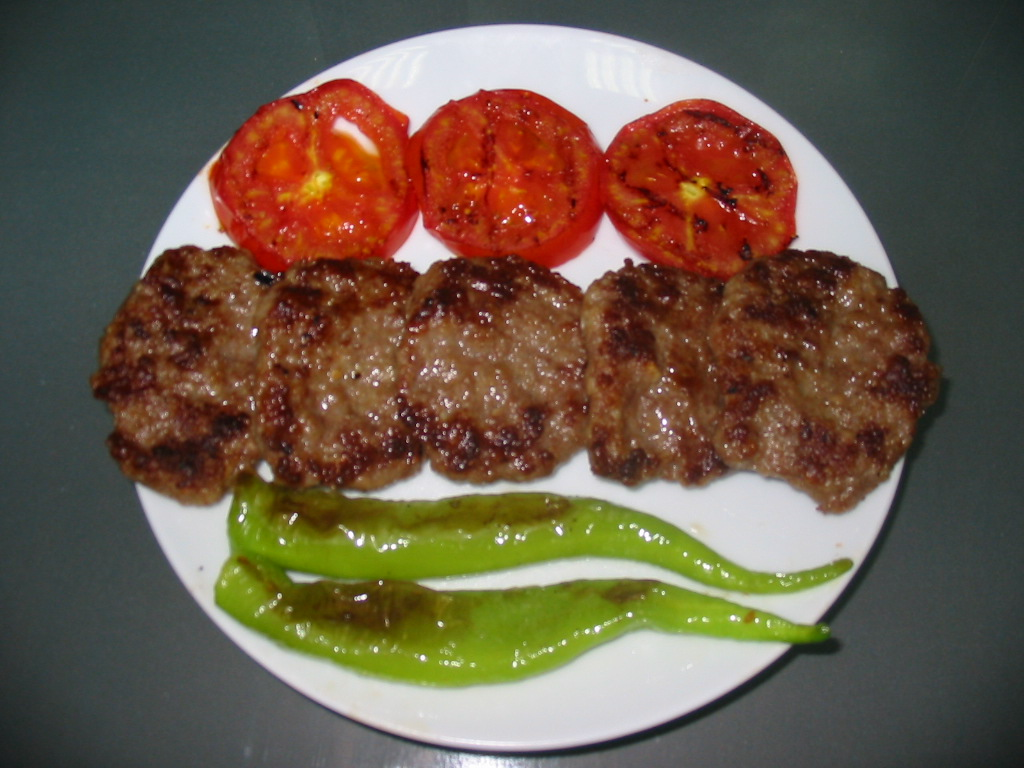
Кифтеле
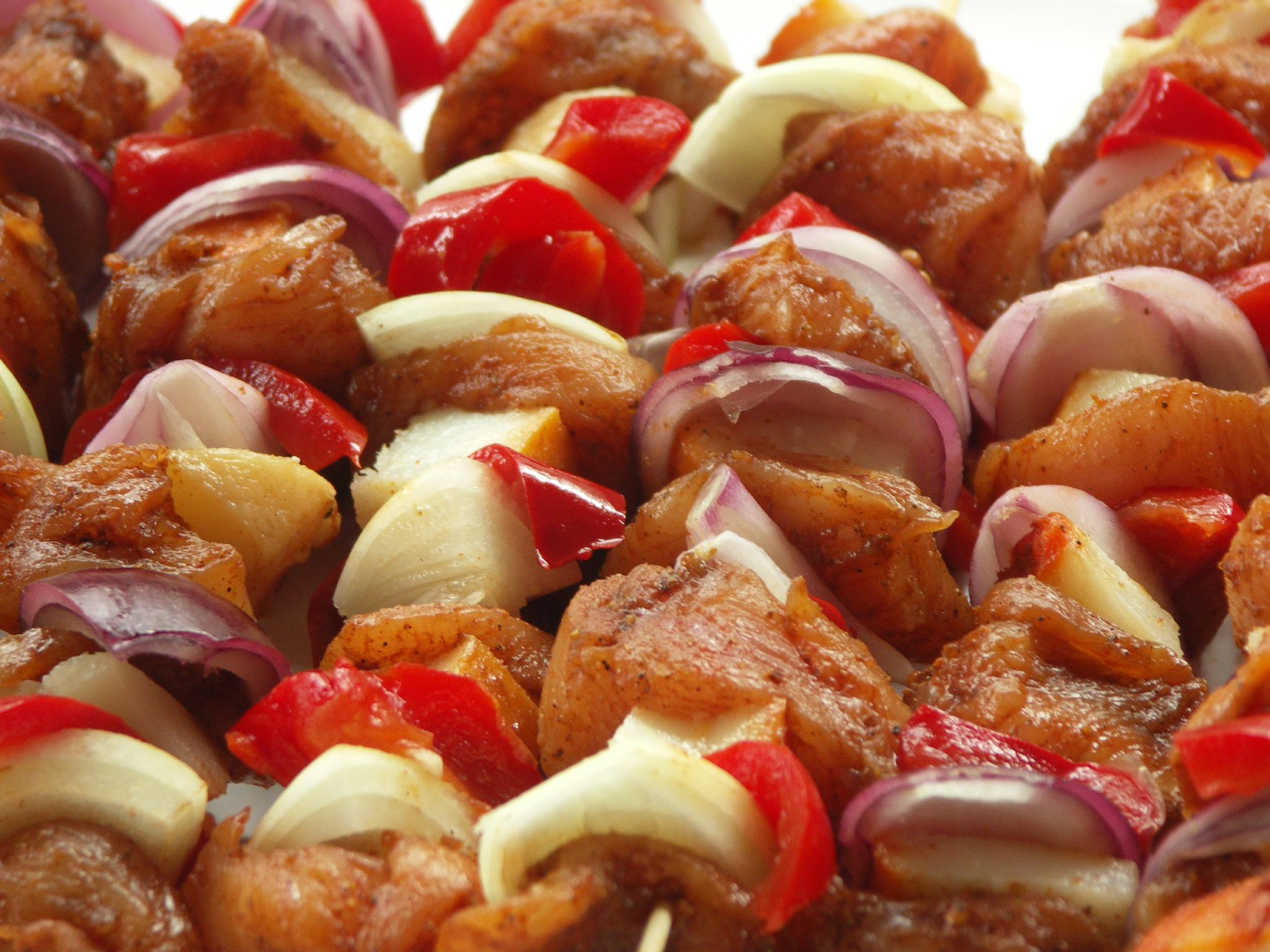
Фригэруй
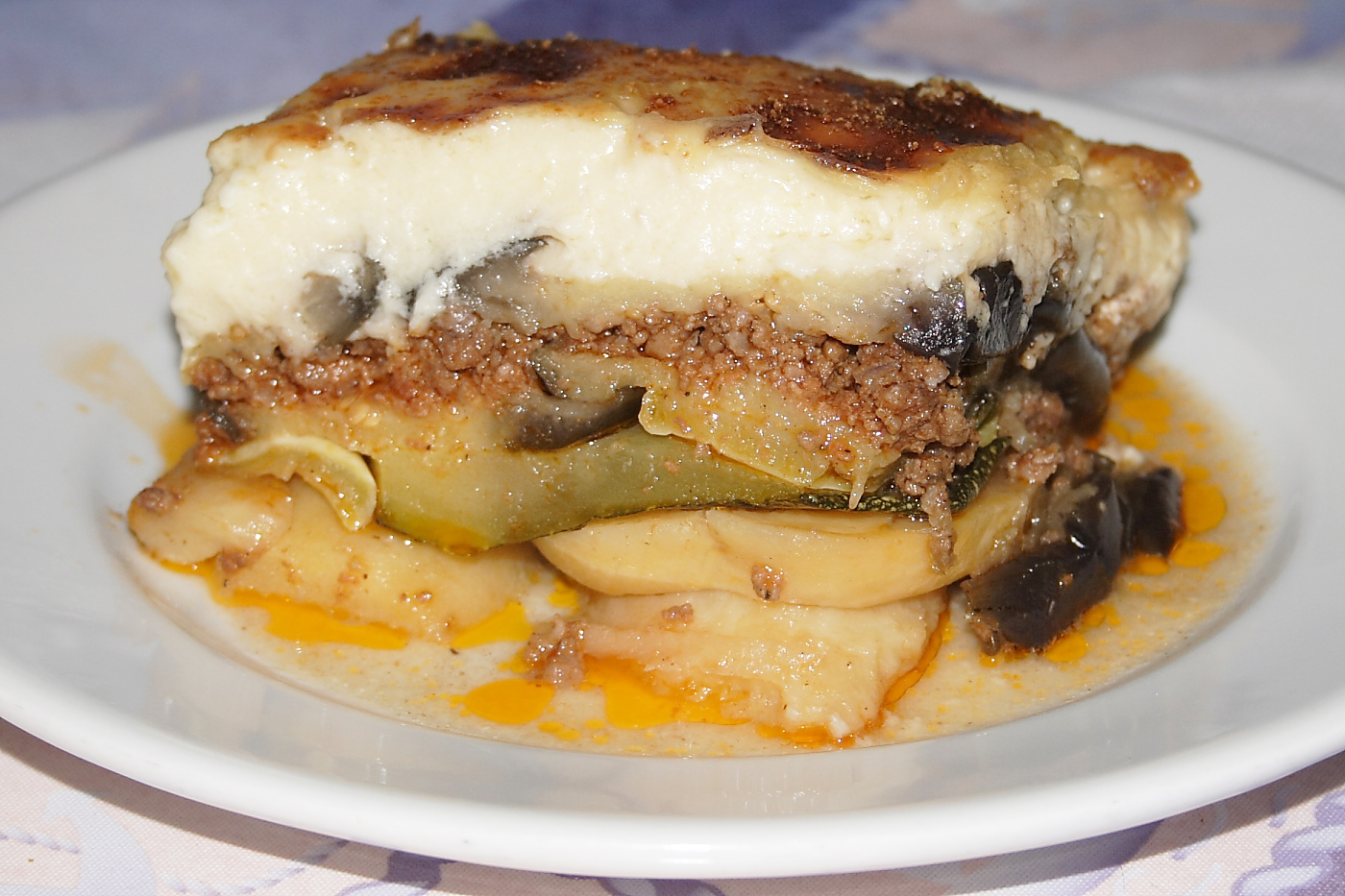
Мусака
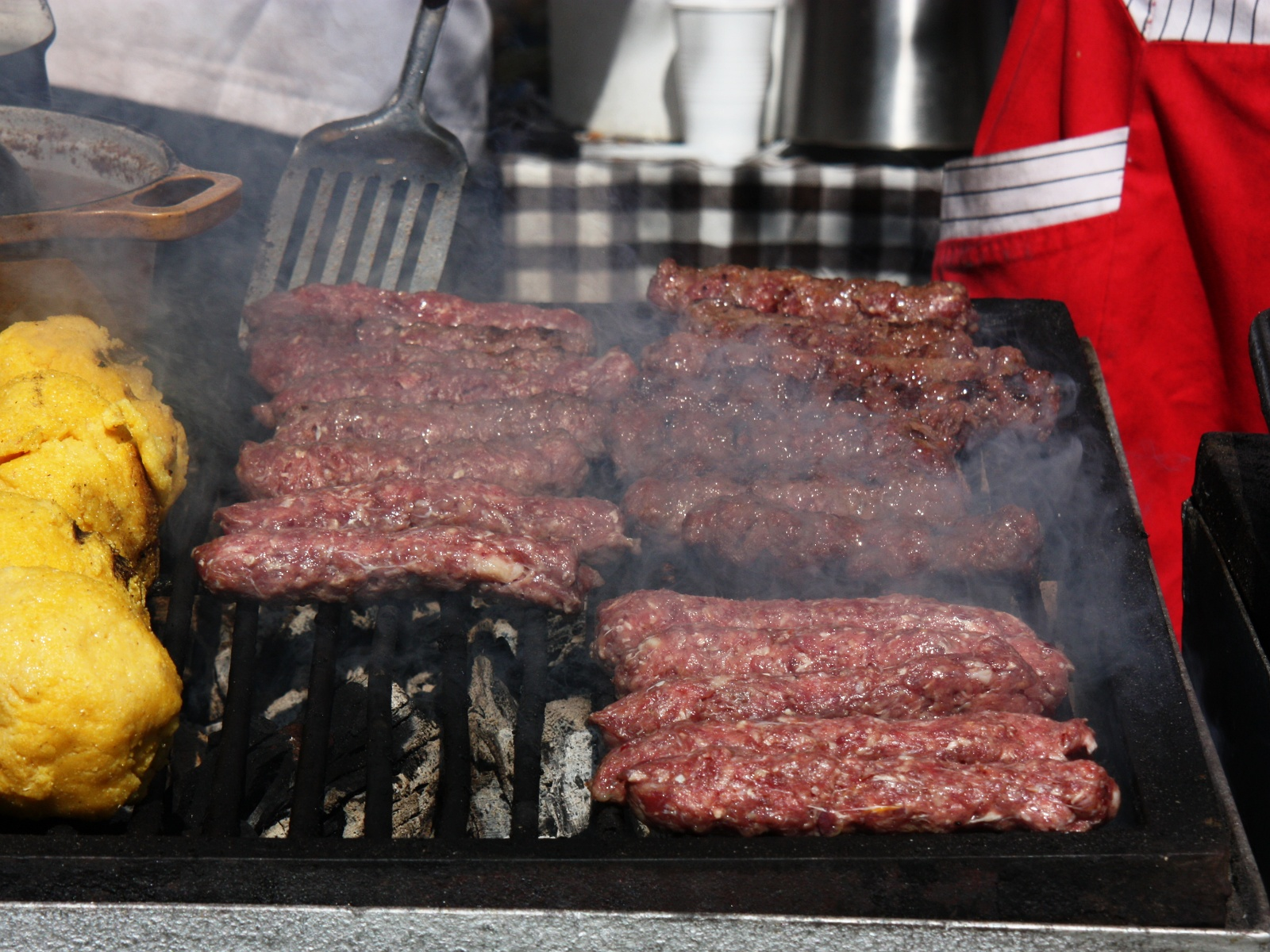
Мититей на гратаре
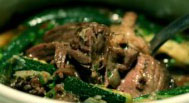
Стуфат
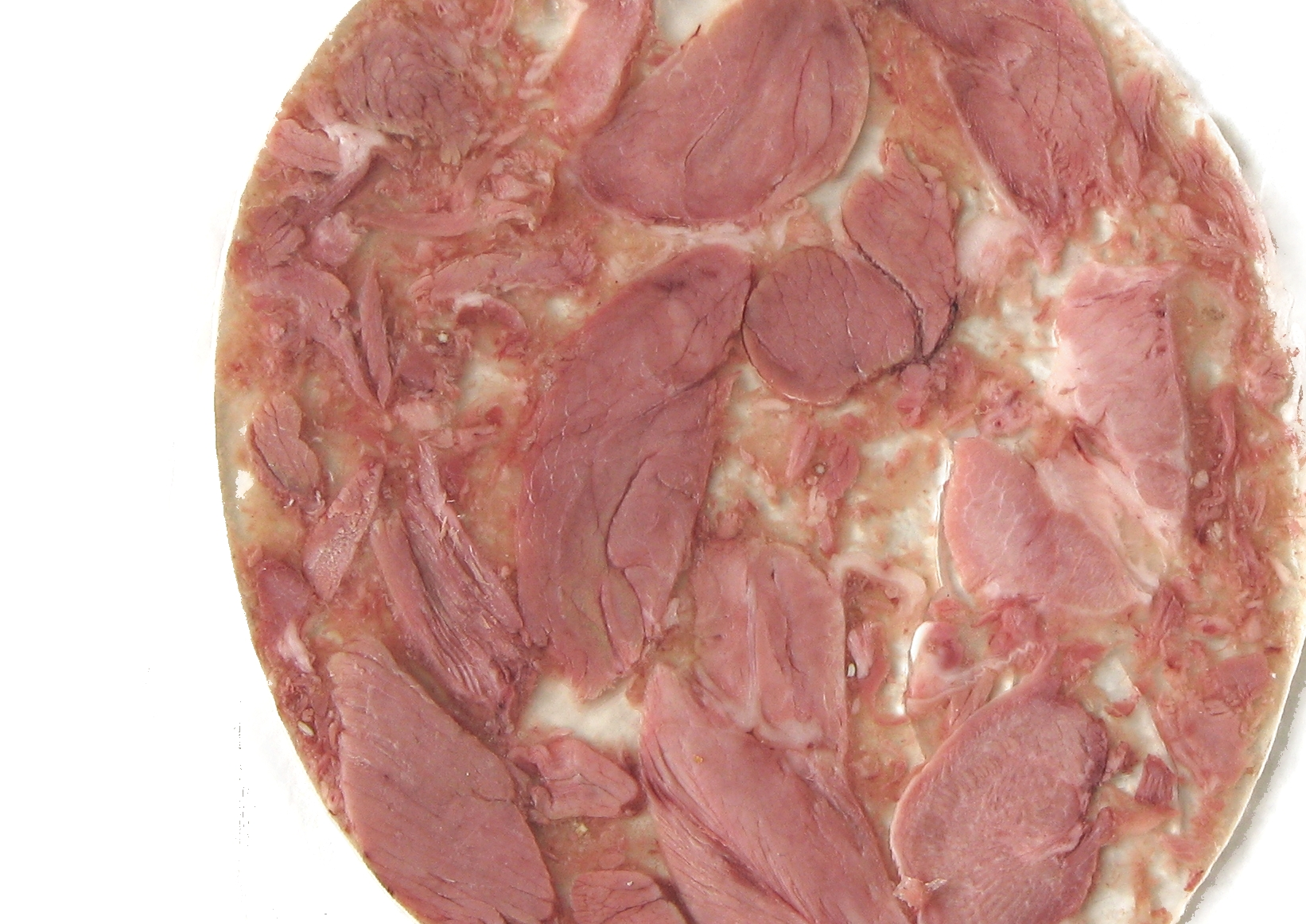
Тоба
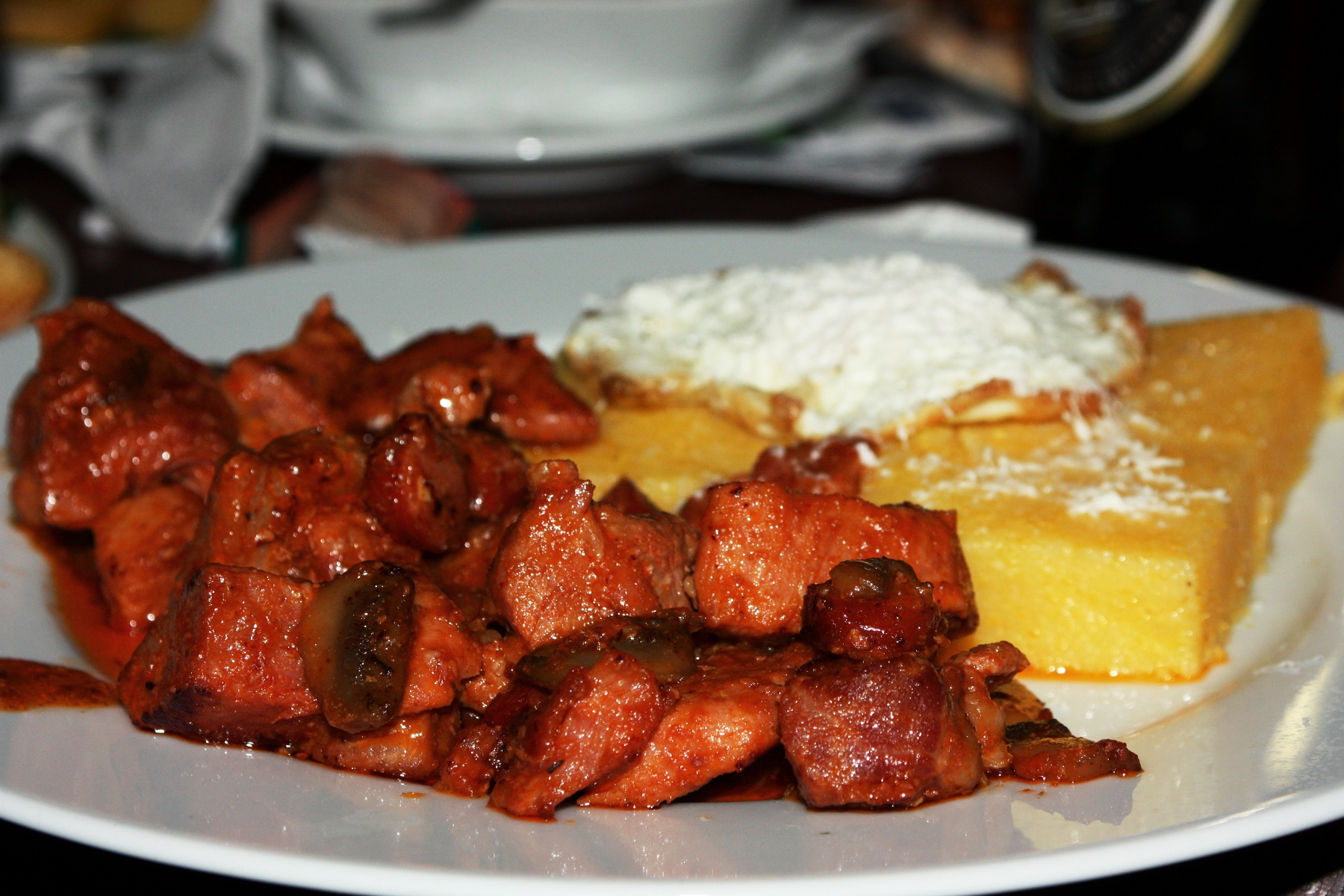
Токитурэ
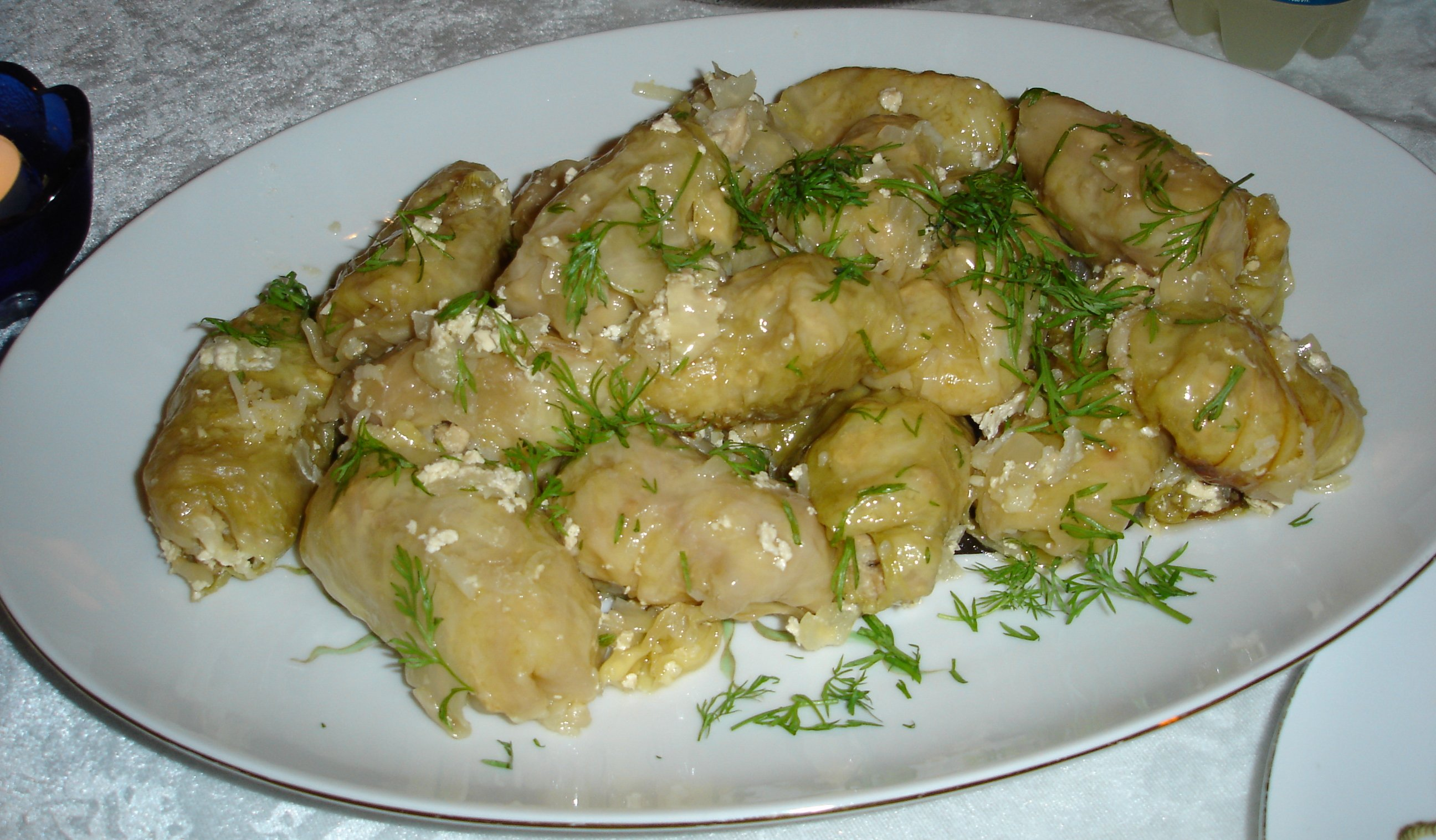
Сармале
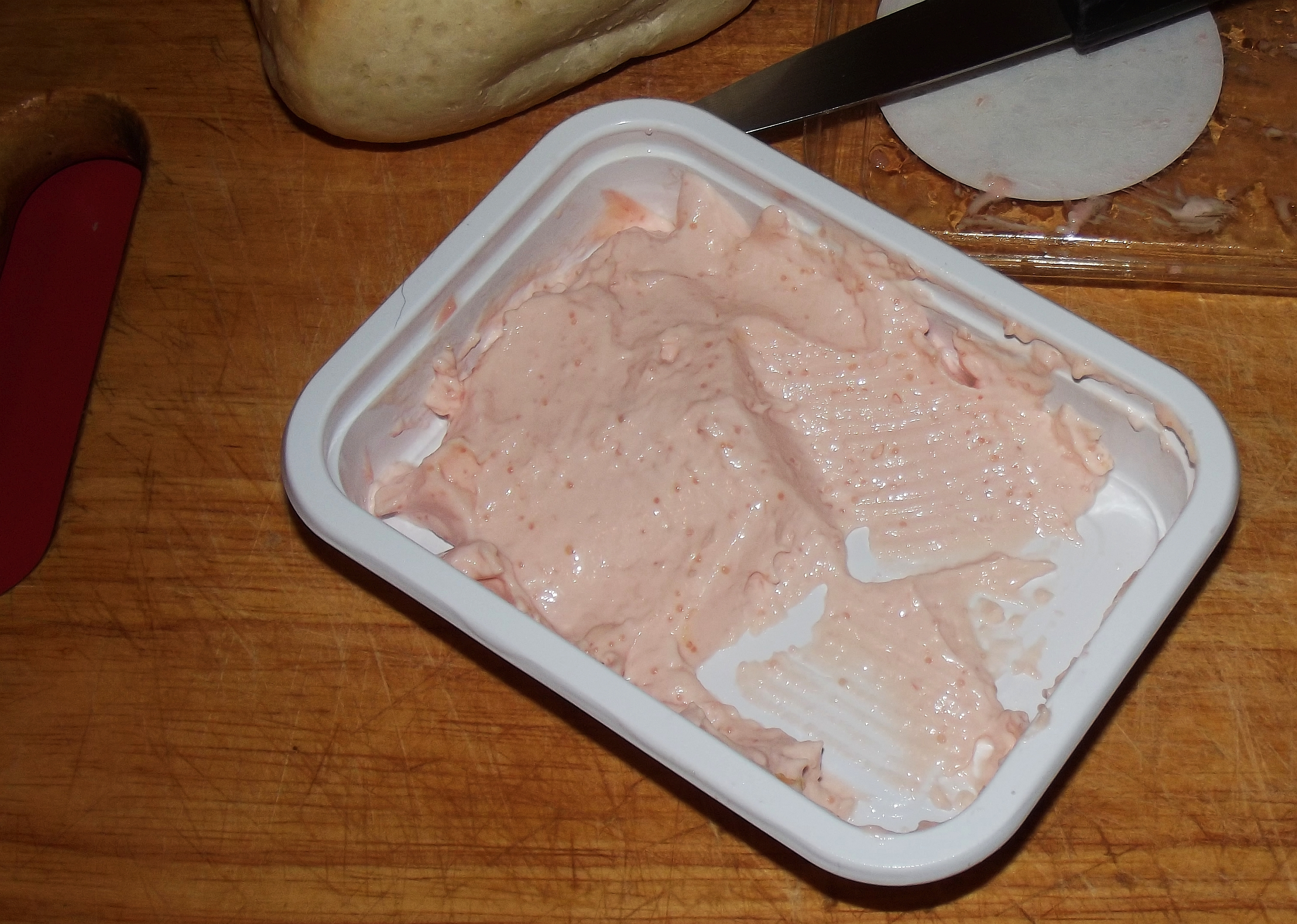
Салатэ де икре
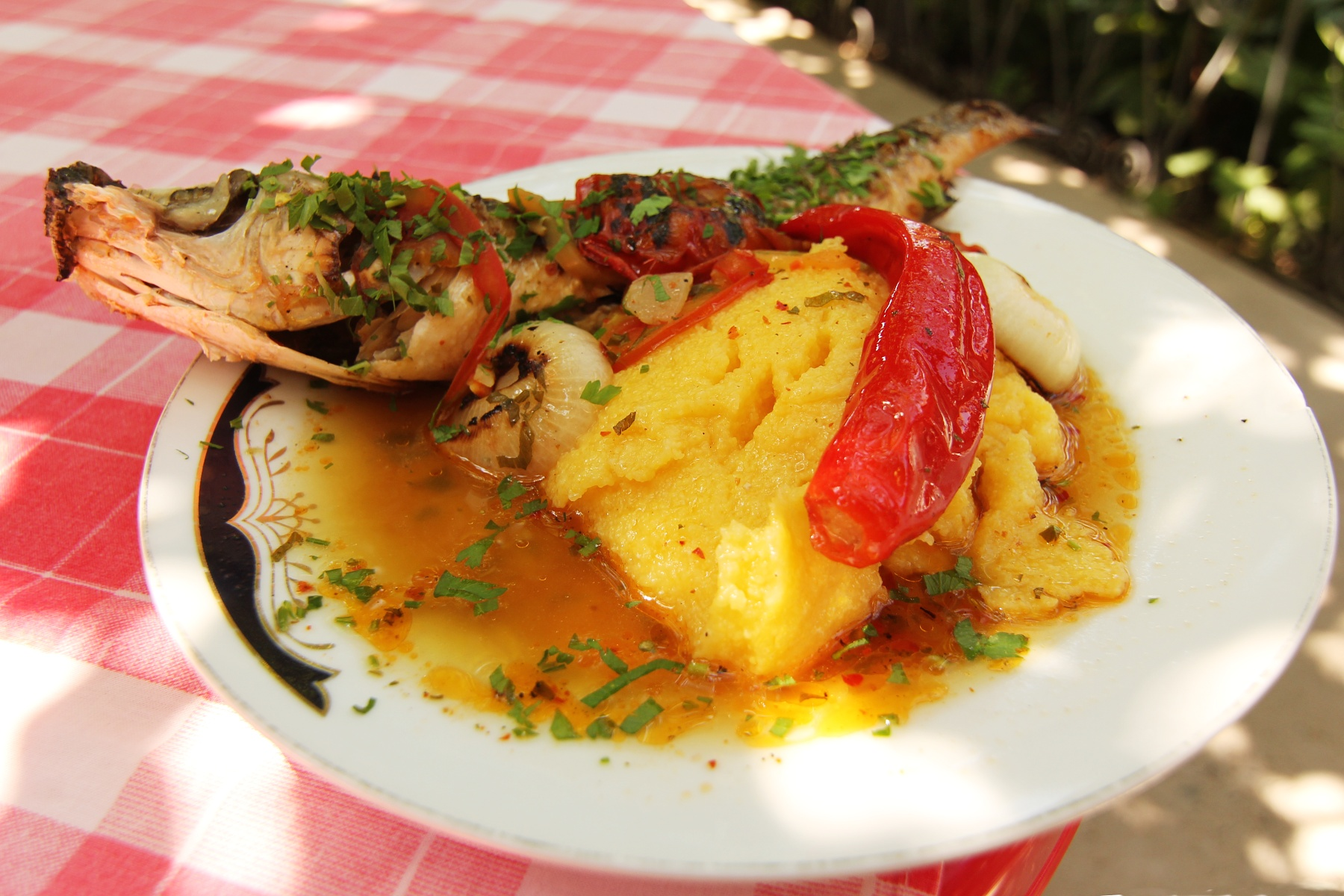
Сэрэмурэ с кефалью
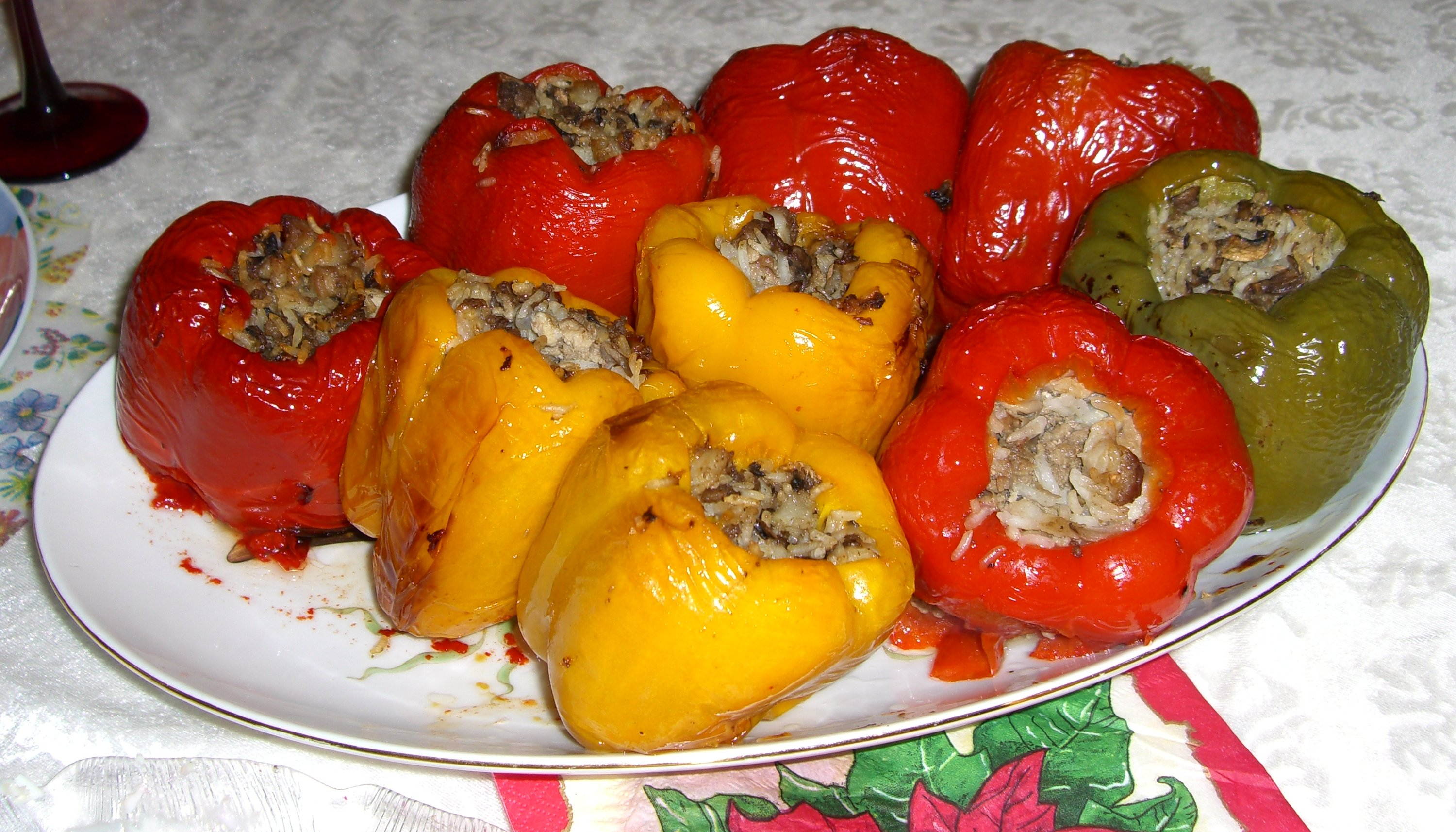
Фаршированный перец
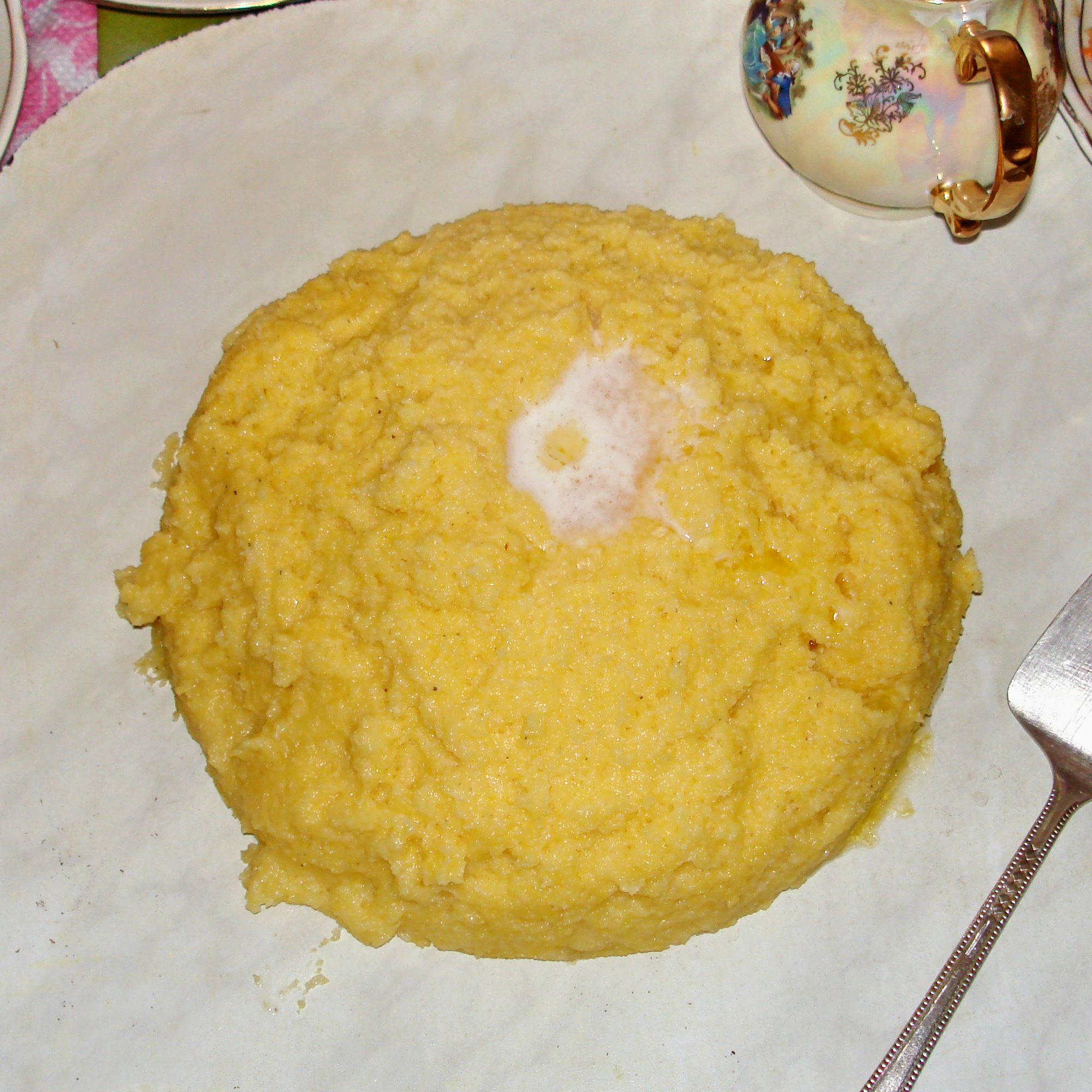
Мамалыга
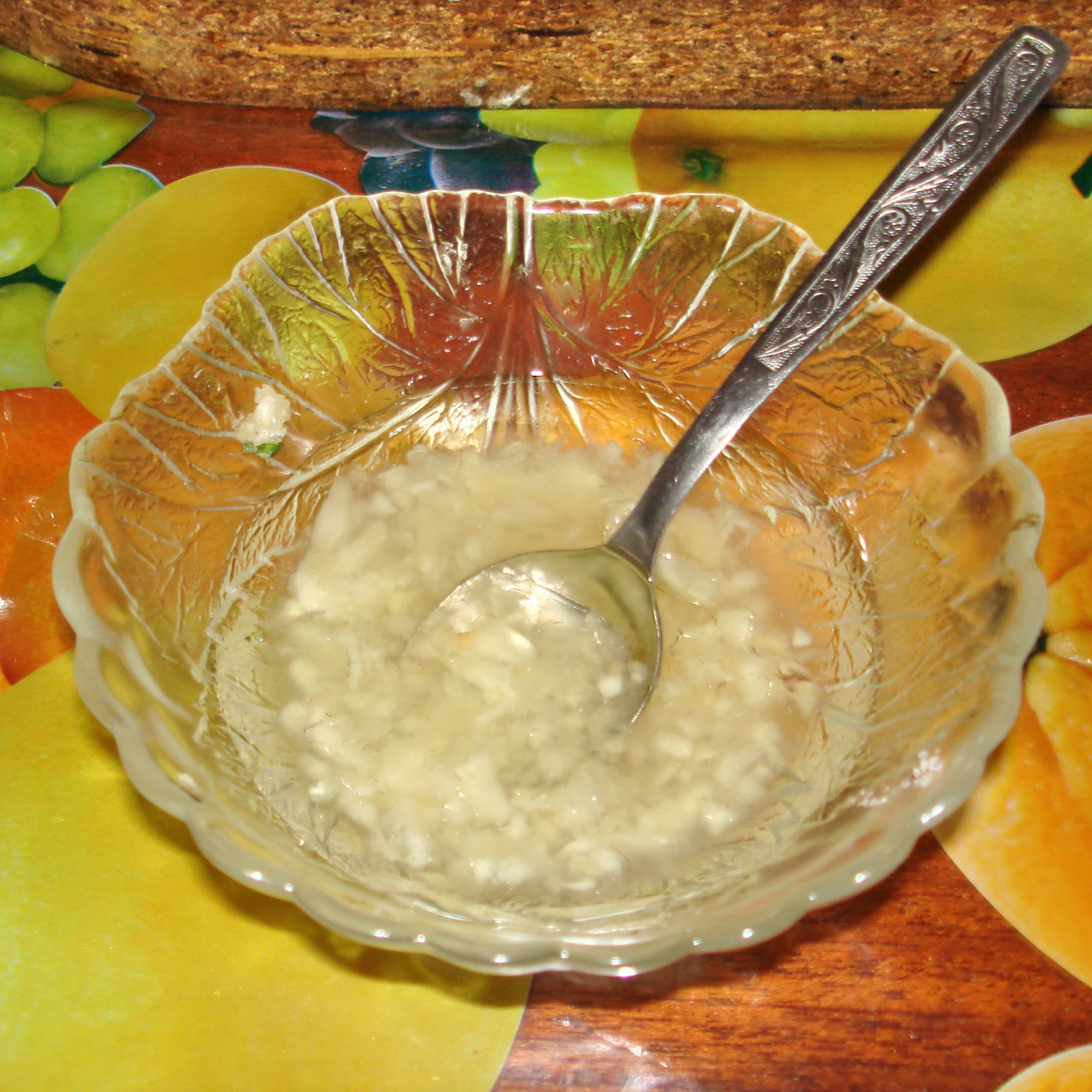
Муждей
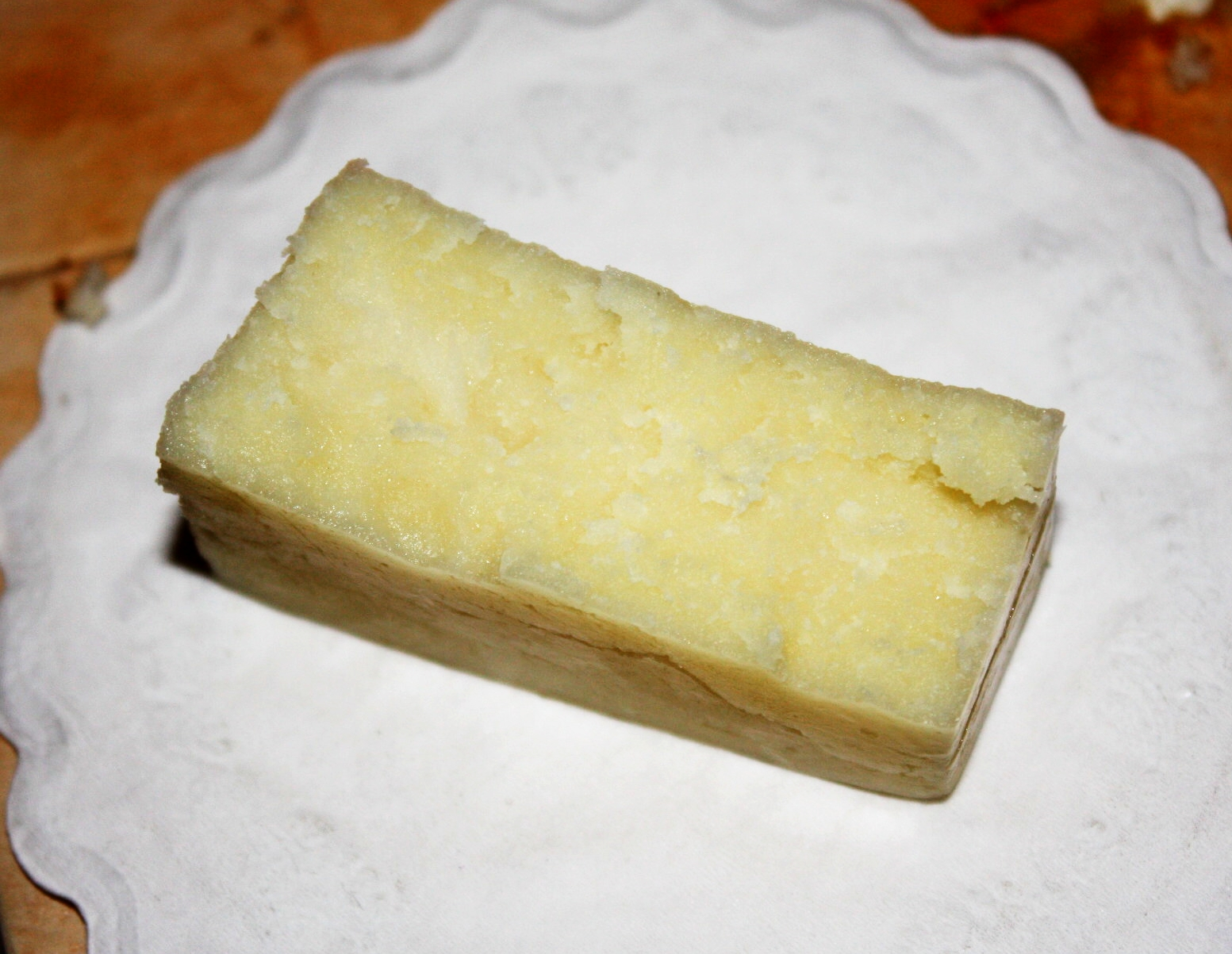
Кашкавал
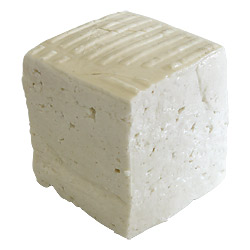
Телемя
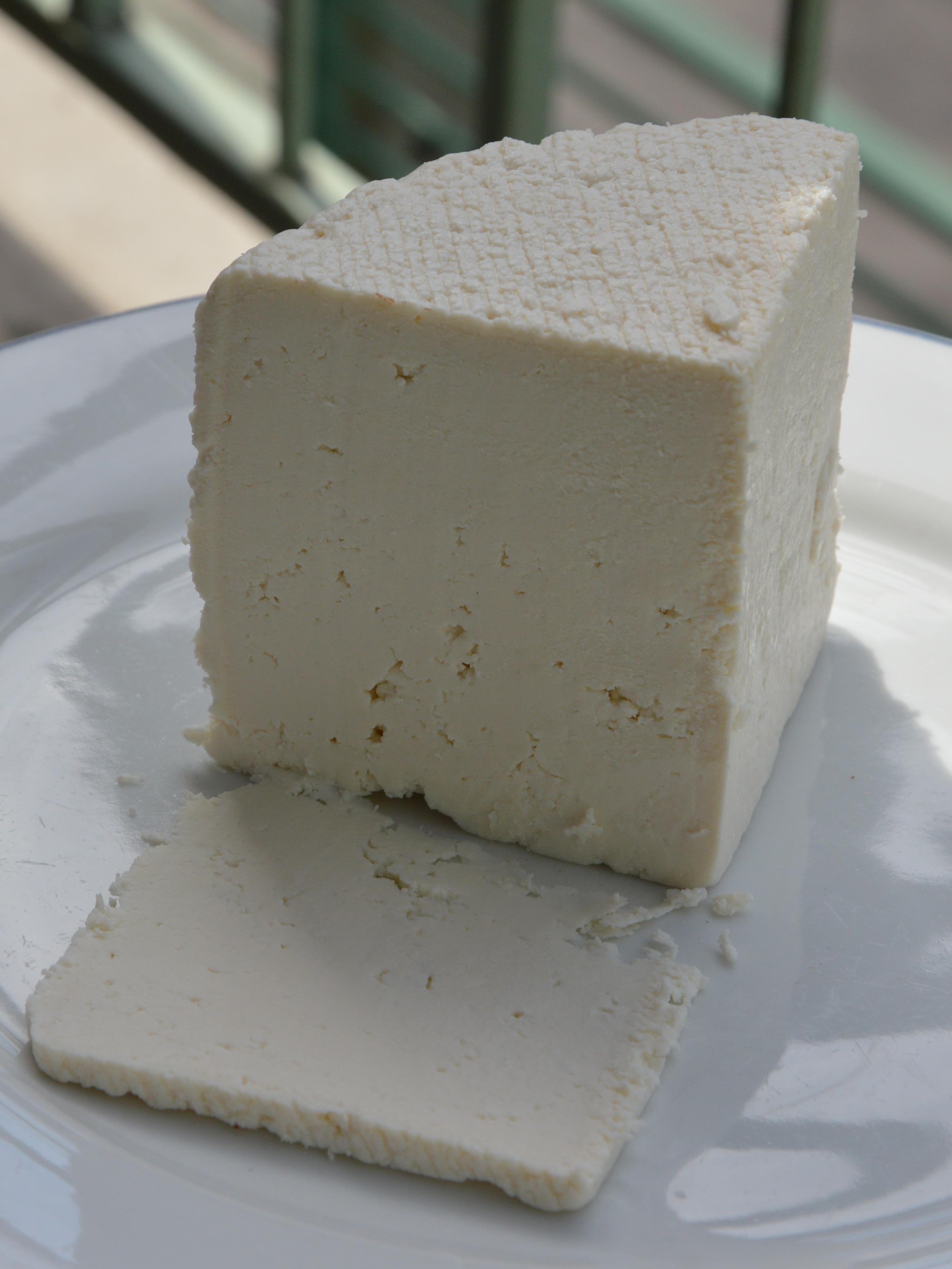
Урдэ
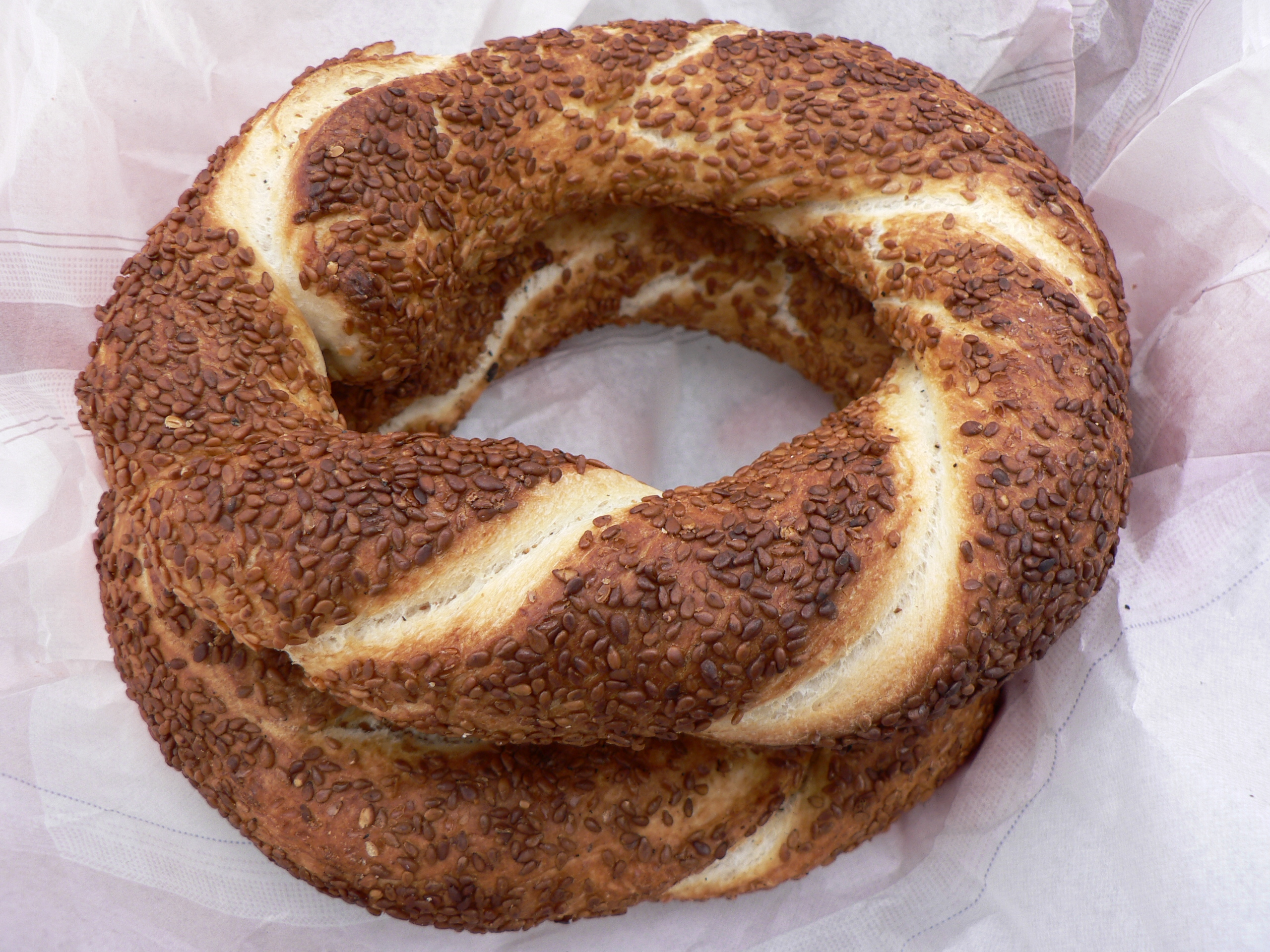
Два симита в обёрточной бумаге
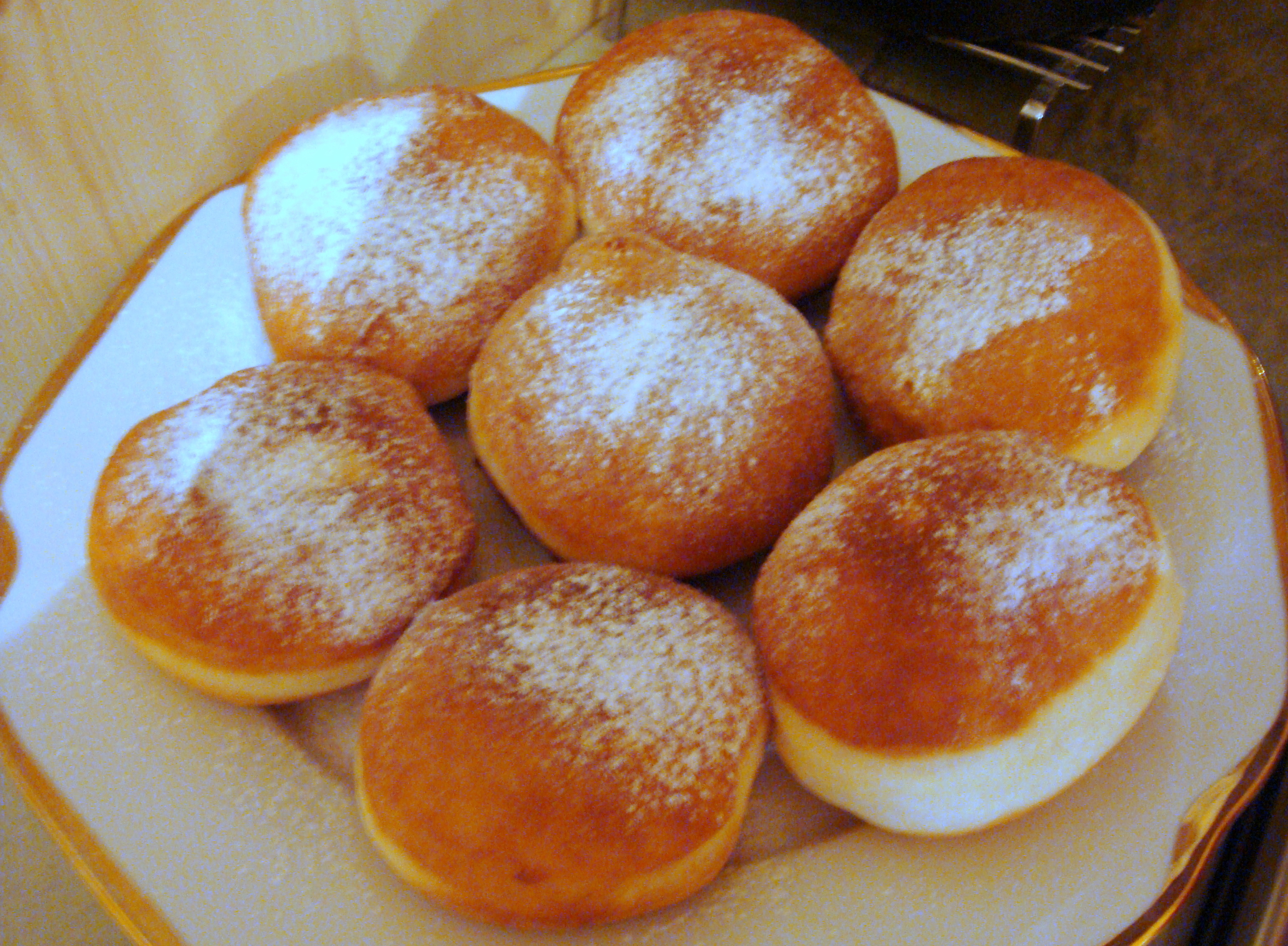
Гогошь
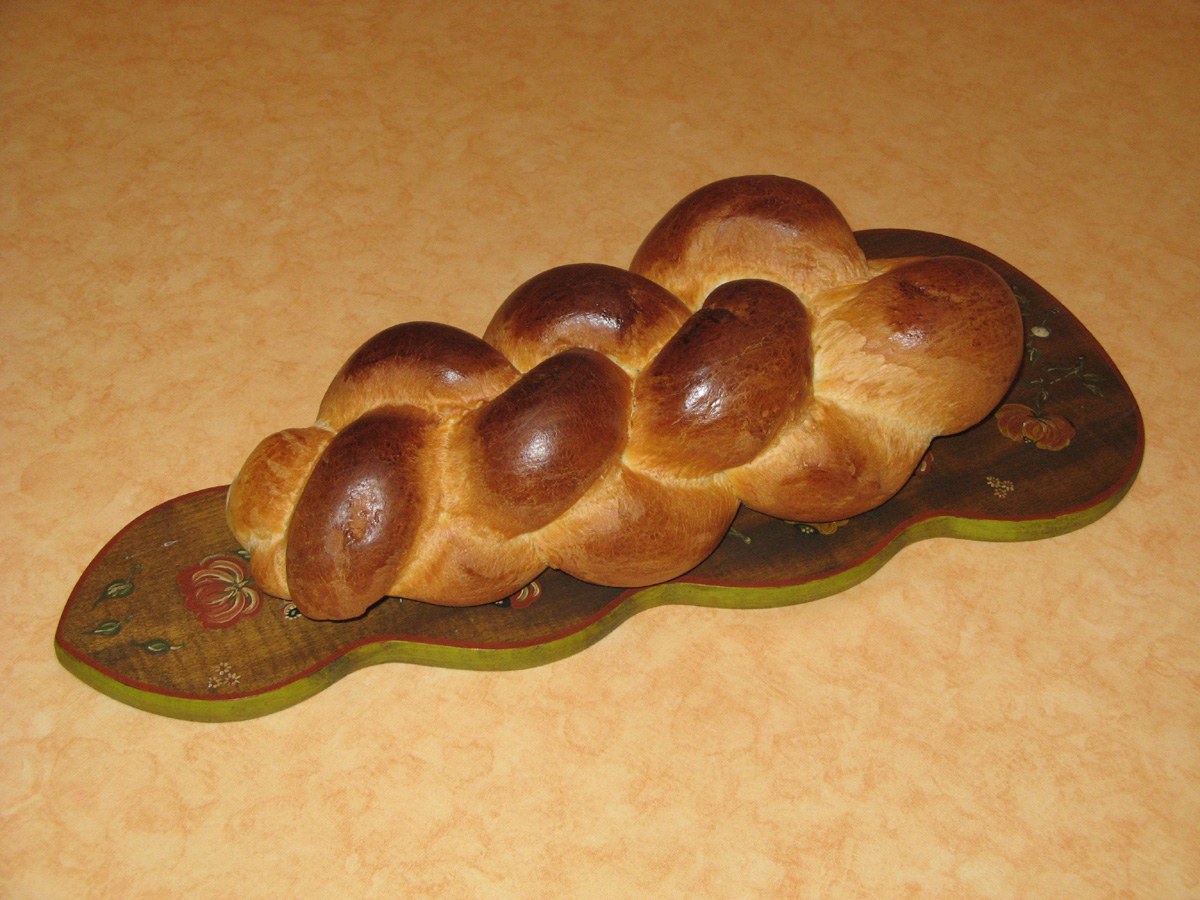
Козонак
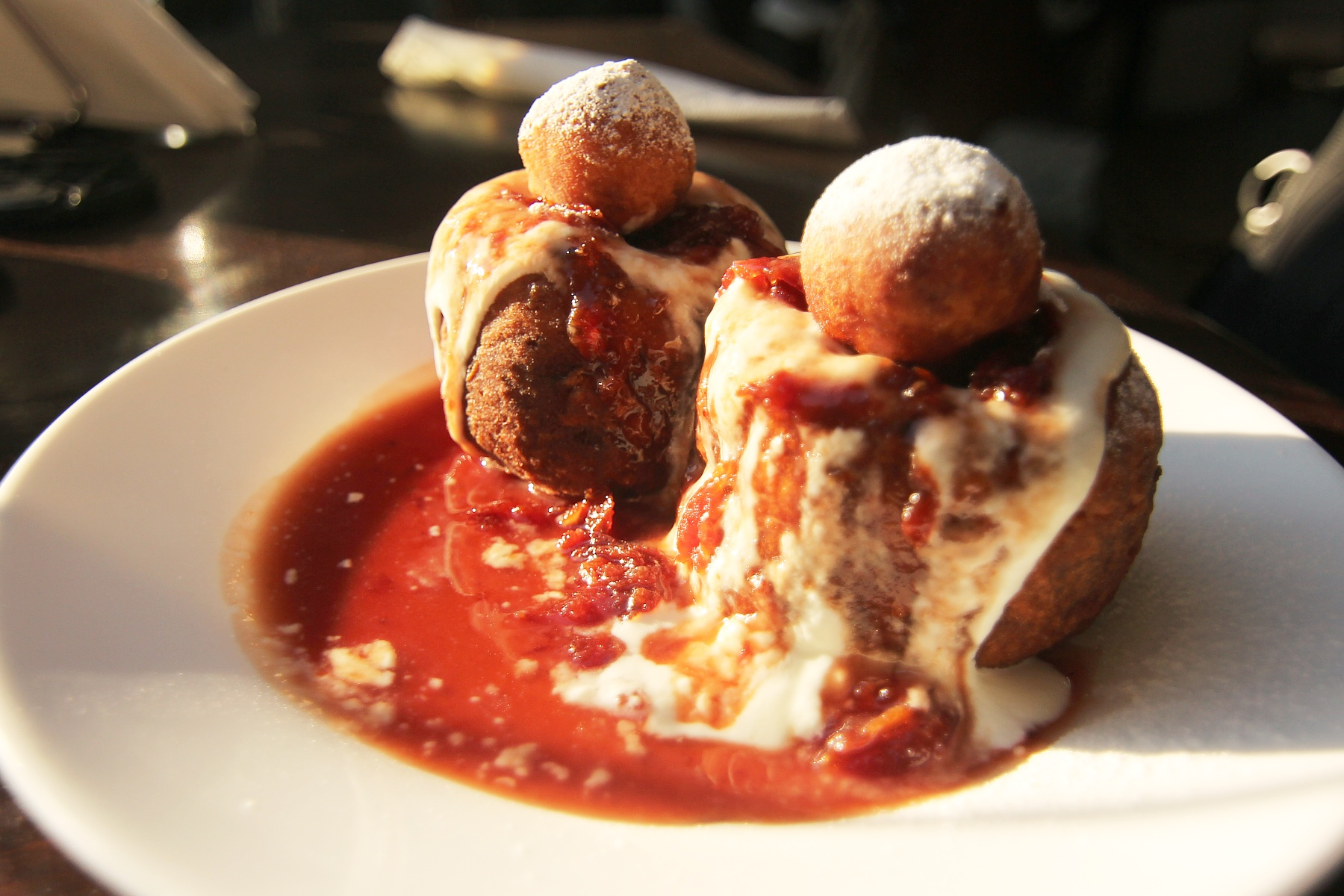
Папанашь
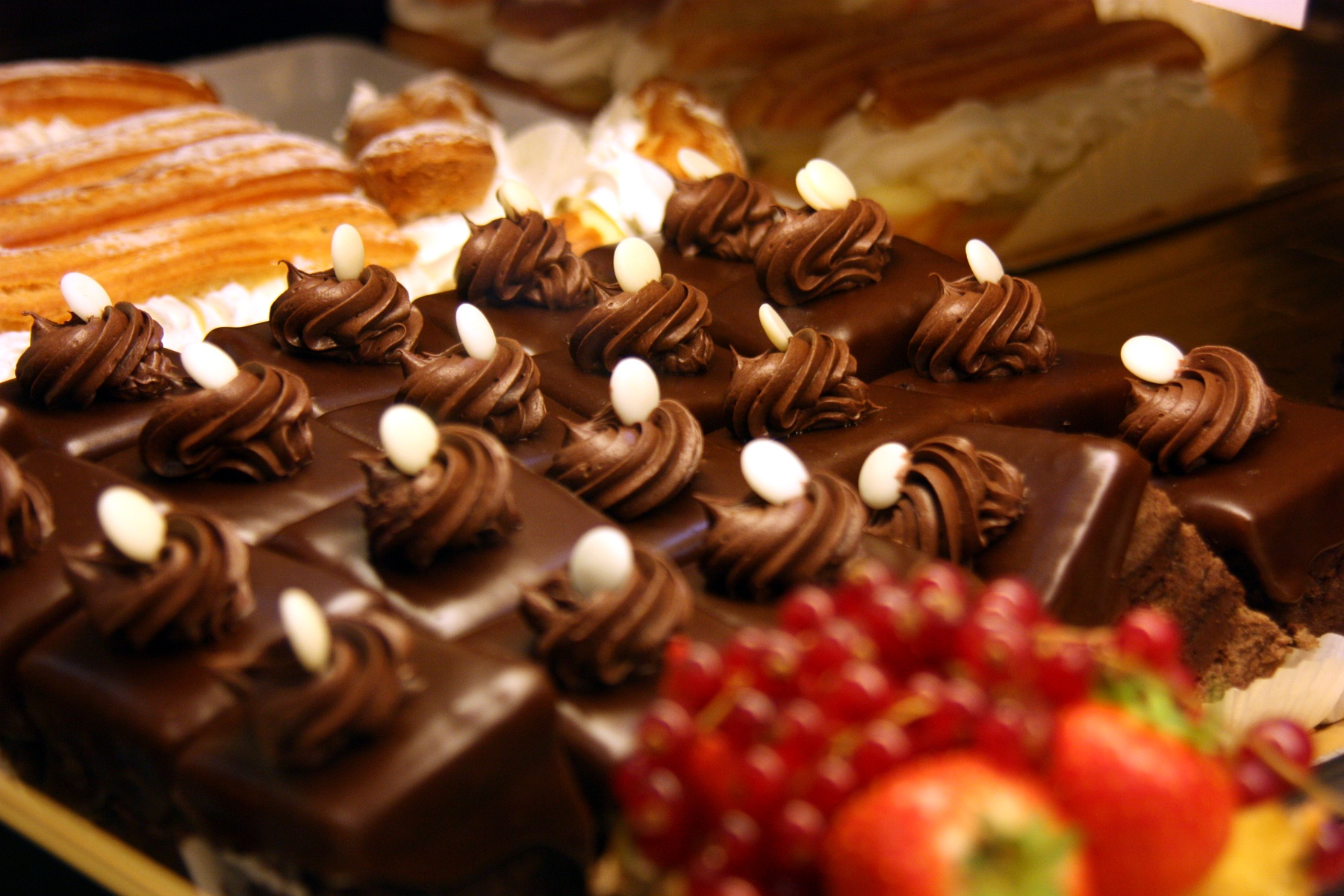
Амандин
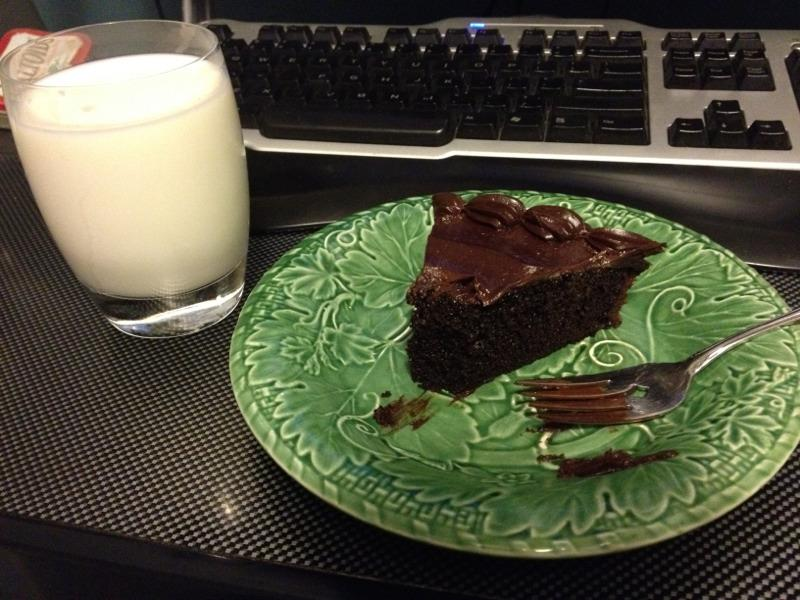
Торт "Жоффр"
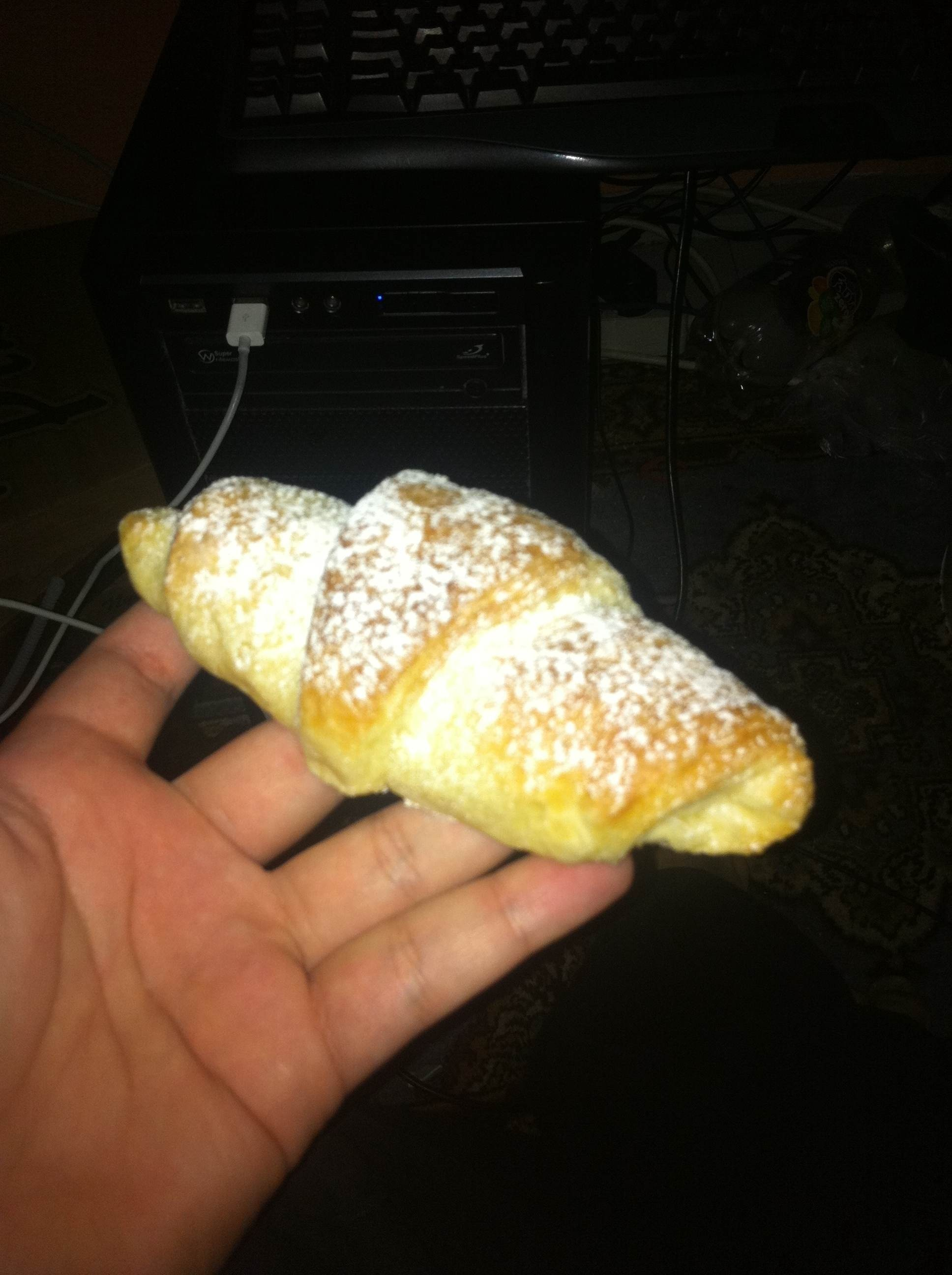
Корнулец
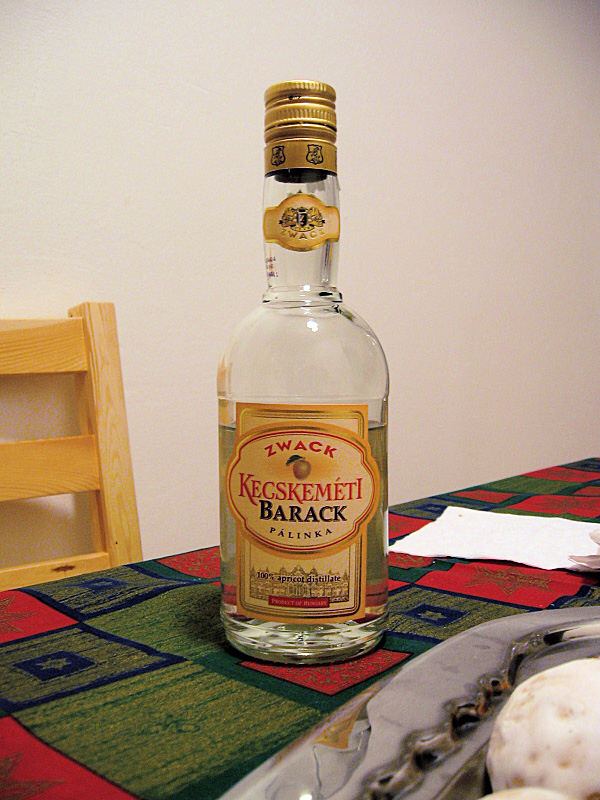
Абрикосовая палинка
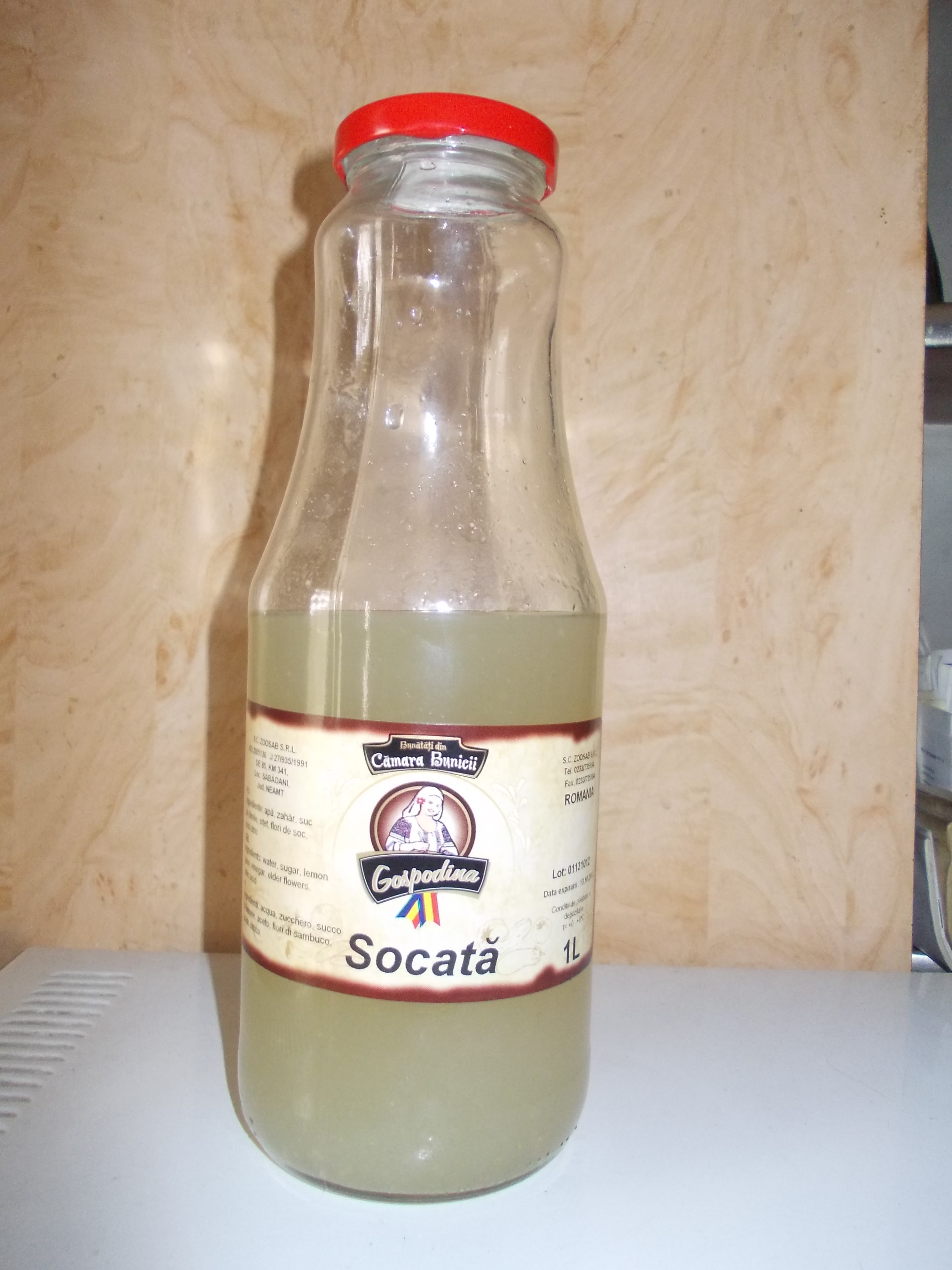
Соката